# Курукин, Игорь Владимирович
И́горь Влади́мирович Куру́кин (род. 28 сентября 1953, Москва, СССР) — советский и российский историк, специалист по истории России XVI—XVIII веков. Доктор исторических наук, доцент. Автор ряда популярных работ, среди которых несколько биографий серии «Жизнь замечательных людей». Один из авторов «Большой Российской энциклопедии» и «Православной энциклопедии».

## Биография

И. В. Курукин и Н. П. Соколов в жюри антипремии «Почётный академик ВРАЛ» на научно-просветительском форуме «Учёные против мифов-8» 6 октября 2018, Москва, НИТУ «МИСиС»

В 1975 году окончил Московский историко-архивный институт. В 1981 году защитил диссертацию на соискание учёной степени кандидата исторических наук по теме «Сильвестр : политическая и культурная деятельность : источники и историография» (специальность 07.00.02 — история СССР). С 1994 года — профессор кафедры истории России средневековья и нового времени Российского государственного гуманитарного университета.
В 2004 году в РГГУ защитил диссертацию на соискание учёной степени доктора исторических наук по теме «„Эпоха дворцовых переворотов“ 1725—1762 гг. в контексте политической истории России» (специальность 07.00.02 — отечественная история). Официальные оппоненты — доктор исторических наук, профессор А. И. Аксёнов, доктор исторических наук, профессор Н. В. Козлова и доктор исторических наук, профессор А. А. Севастьянова. Ведущая организация — Ставропольский государственный университет.
Член Экспертного совета ВАК РФ по истории, диссертационного совета РГГУ Д 212.198.07 (исторические науки), редакционной коллегии научного исторического журнала «Исторический вестник». 6 октября 2018 года принимал участие в научно-просветительском форуме «Учёные против мифов-8», проходившем в НИТУ «МИСиС», выступив в качестве члена жюри антипремии «Почётный академик ВРАЛ».

## Научные труды

### Монографии
- Курукин И. В. Новейшая российская история: исследования и документы. Т. 6: Эпоха дворских бурь : Очерки политической истории послепетровской России, 1725—1762 гг. — Рязань, 2003. — 566 с. — ISBN 5-94473-005-6.
- Курукин И. В., Никулина Е. А. «Государево кабацкое дело»: очерки питейной политики и традиций в России. — М.: АСТ; ЛЮКС, 2005. — 383 с. — (Историческая библиотека) ISBN 5-17-029619-3.
- Курукин И. В. Бирон. — М. : Молодая гвардия, 2006. — 426 с. — (Жизнь замечательных людей). — ISBN 5-235-02740-X.
- Карацуба И. В., Курукин И. В., Соколов Н. П. Развилки родной истории : антиучебник. — М.: Престиж, 2005. — 590 с. — ISBN 5-98169-017-8.
- Карацуба И. В., Курукин И. В., Соколов Н. П. Выбирая свою историю. «Развилки» на пути России: от Рюриковичей до олигархов. — М.: КоЛибри, 2006. — 638 с., ил. — ISBN 5-98720-018-0.
- Курукин И. В., Никулина Е. А. Повседневная жизнь русского кабака от Ивана Грозного до Бориса Ельцина. — М.: Молодая гвардия, 2007. — 518 с.
- Курукин И. В., Никулина Е. А. Повседневная жизнь Тайной канцелярии. — М.: Молодая гвардия, 2008. — 638 с.
- Курукин И. В., Булычёв А. А. Повседневная жизнь опричников Ивана Грозного. — М.: Молодая гвардия, 2010. — 373 с.
- Курукин И. В., Плотников А. Б. 19 января — 25 февраля 1730 года: События, люди, документы. — М.: Квадрига, Объединённая редакция МВД России, 2010. — 280, [4] с. — (Исторические исследования). — 1000 экз. — ISBN 978-5-91791-041-3.
- Курукин И. В. Персидский поход Петра Великого: Низовой корпус на берегах Каспия (1722—1735) / И. В. Курукин; Науч. ред. к.и.н. Т. А. Коняшкина; МГУ им. М.В. Ломоносова, Институт стран Азии и Африки. — М.: Квадрига, Объединённая редакция МВД России, 2010. — 384, [16] с. — (Забытые войны России). — 1000 экз. — ISBN 978-5-91791-046-8, ISBN 978-5-8129-0086-1. (в пер.)
- Курукин И. В. Артемий Волынский. — М.: Молодая гвардия, 2011. — 448 с. — (Жизнь замечательных людей. Малая серия). — 4000 экз. — ISBN 978-5-235-03476-1.
- Курукин И. В. Княжна Тараканова. — М.: Молодая гвардия, 2011. — 272 с. — (Жизнь замечательных людей). — 5000 экз. — ISBN 978-5-235-03405-1.
- Курукин И. В. Анна Леопольдовна. — М.: Молодая гвардия, 2012. — 320 с. — (Жизнь замечательных людей). — 5000 экз. — ISBN 978-5-235-03533-1.
- Курукин И. В. Анна Иоанновна. — М.: Молодая гвардия, 2014. — 432 с. — (Жизнь замечательных людей). — 4000 экз. — ISBN 978-5-235-03752-6.
- Курукин И. В. Бирон. — 2-е изд., испр. и доп. — М.: Молодая гвардия, 2014. — 432 с. — (Жизнь замечательных людей). — 5000 экз. — ISBN 978-5-235-03679-6.
- Курукин И. В. Фёдор Ушаков. Непобедимый адмирал: Большой исторический словарь. — М.: АСТ-Пресс школа, 2014. — 32 с. — (Путеводитель по истории России). — ISBN 978-5-94776-910-4.
- Курукин И. В. На пути в Индию. Персидский поход 1722—1723 гг. — М.: Русские витязи, 2014. — 63 с. — ISBN 978-5-903389-91-9.
- Курукин И. В. Жизнь и труды Сильвестра, наставника царя Ивана Грозного. — М.: Квадрига, 2015. — 192 с.
- Курукин И. В. Екатерина I. — М.: Молодая гвардия, 2016. — 398 с. — (Жизнь замечательных людей). — 4000 экз. — ISBN 978-5-235-03931-5.

### Учебники и учебные пособия
- Курукин И. В. История России IХ-XX вв.: Книга консультаций для школьников и абитуриентов. — М.: Премьера, 2000. — 287 с. — (Готовимся к экзаменам).; ISBN 5-236-00668-6
- Курукин И. В. История России IX—XX вв.: Учебное пособие для старшеклассников и абитуриентов. — М.: Форум : ИНФРА-М, 2001. — 287 с. — (Готовимся к экзамену) ISBN 5-8199-0014-6
- Курукин И. В., Никулина Е. А. Русь средневековая IX—XVII вв. : учеб.-метод. комплекс / Ист.-арх. ин-т, Каф. отеч. истории древ. мира и сред. веков. — М. : РГГУ, 2003. — 1 электрон. опт. диск (CD-R)
- Курукин И. В., Волкова И. В., Леонов С. В. История Отечества для школьников старших классов и поступающих в вузы. — 3-е изд., стер. — М.: Дрофа, 2005. — 736 с. — (В помощь абитуриенту) ISBN 5-7107-9879-7
- Курукин И. В., Шестаков В. А., Чернова М. Н. Новейший полный справочник школьника. История. 5-11 классы. — М.: Эксмо, 2008. — 495 с. — (Новейшие справочники школьника) ISBN 978-5-699-27440-6
- Курукин И. В., Шестаков В. А., Чернова М. Н. ЕГЭ-2009. История: справочник. — М.: Эксмо, 2008. — 858, [1] с. — (Интенсивная подготовка. Единый государственный экзамен) ISBN 978-5-699-26591-6
- Курукин И. В. История России. XVIII век: учебное пособие для студентов высших учебных заведений, обучающихся по направлению 03040 «История». — М.: Дрофа, 2010. — 254 с. — (Высшее образование) ISBN 978-5-358-07052-3
- Курукин И. В., Тараторкин Ф. Г. История: типовые тестовые задания: для подготовки выпускников всех типов образовательных учреждений РФ к сдаче экзаменов в форме ГИА : 10 вариантов заданий, ответы, критерии оценок. — М.: Экзамен, 2015. — 207 с. (Основной государственный экзамен) (Создано разработчиками ФИПИ) (ОГЭ (ГИА-9). Типовые тестовые задания) ISBN 978-5-377-08257-6
- Курукин И. В., Лушпай В. Б., Тараторкин Ф. Г. История: типовые тестовые задания : 10 вариантов заданий, ответы, критерии оценок, бланки ответов. — М.: Экзамен, 2016. — 167 с. (ЕГЭ. Типовые тестовые задания) ISBN 978-5-377-09834-8 : 12000 экз.
- Курукин И. В., Тараторкин Ф. Г. История: основной государственный экзамен: типовые тестовые задания: 10 вариантов заданий, ответы, критерии оценок. — М.: Экзамен, 2016. — 207 с. — (ОГЭ. Типовые тестовые задания) ISBN 978-5-377-09830-0, 140000 экз.
- Курукин И. В., Тараторкин Ф. Г. История. 9 класс. Основной государственный экзамен: типовые тестовые задания : 10 вариантов заданий, ответы, критерии оценивания. — М.: Экзамен, 2017. — 207 с. — (Серия «ОГЭ. Типовые тестовые задания») ISBN 978-5-377-11214-3, 15000 экз.
- Курукин И. В., Тараторкин Ф. Г. История. 9 класс. Основной государственный экзамен: типовые тестовые задания : 10 вариантов заданий, ответы, критерии оценивания. — М.: Экзамен, 2018. — 207 с. (Создано разработчиками ОГЭ) ISBN 978-5-377-12402-3, 15000 экз.
- Россия. Атлас. История России. 7 [класс] [Карты] : атлас / сост. и подг. к изданию АО «Изд-во „Просвещение“» в 2016 г. ; авт.-сост. И. В. Курукин; под ред. А. А. Данилова. — М.: Просвещение, cop. 2018. — 1 атл. (24 с.) : цв., карты, текст, ил. ISBN 978-5-09-053539-7 : 20000 экз.
- Россия. Атлас. История России. 8 [класс] [Карты] : атлас / [авт.-сост. И. В. Курукин; под ред. д-ра ист. наук, профессора А. А. Данилова; составлен и подготовлен к изданию АО «Издательство „Просвещение“» в 2017 г. ; географическая основа Росреестр, 2009]. — М.: Просвещение, cop. 2018. — 1 атл. (24 с.) : цв., карты, текст, ил. ISBN 978-5-09-053540-3 : 12000 экз.
- Арсентьев Н. М., Данилов А. А., Курукин И. В., Токарева А. Я. История России. 7 класс: учебник для общеобразовательных организаций : в 2 ч. / под ред. А. В. Торкунова. — 2-е изд., испр. — М.: Просвещение, 2017. (ФГОС). ISBN 978-5-09-046510-6
- Арсентьев Н. М., Данилов А. А., Курукин И. В., Токарева А. Я. История России. 8 класс: учебник для общеобразовательных организаций : в 2 ч. / под ред. А. В. Торкунова. — 2-е изд. — М.: Просвещение, 2017. (ФГОС). ISBN 978-5-09-046513-7

### Статьи
- Курукин И. В. О так называемом автографе Ивана Грозного // Советские архивы. — 1979. — № 2. — С. 65—66.
- Волкова И. В., Курукин И. В. Феномен дворцовых переворотов в политической истории России XVII—XX вв. // Вопросы истории. — 1995. — № 5—6. — С. 40—61.
- Курукин И. В. Рецензия на книгу: Петербург Анны Иоановны в иностранных описаниях: Введение. Тексты. Комментарии / Ю. Н. Беспятных; Рос. акад. наук, Ин-т рос. истории, С.-Петерб. фил. СПб.: Блиц, 1997. 492 с. // Отечественная история. — 1997. — № 1. — С. 159—160.
- Курукин И. В. Дворцовый переворот 1741 года: причины, «технология», уроки // Отечественная история. — 1997. — № 5. — С. 3—23.
- Курукин И. В. Анна Леопольдовна // Вопросы истории. — 1997. — № 6. — С. 28—40.
- Курукин И. В. Рецензия на книгу: Иван Михайлов Висковатый: карьера государственного деятеля в России XVI в.: пер. с пол. / Иероним Граля. М.: Радикс, 1994. 520 с., ил // Вопросы истории. — 1997. — № 7. — С. 168—169.
- Курукин И. В. «Северный архив»: журнал истории, статистики и путешествий // Родина. — 1998. — № 4. — С. 57—59.
- Курукин И. В. «Знать историю, а паче своего отечества»: как изучали историю в русской школе XVIII — начала XIX века // Родина. —1999. — № 3. — С. 10—14.
- Курукин И. В. Романс о прелюбодейцах // Родина. — 1999. — № 7. — С. 54—57.
- Курукин И. В. Фаворит на десять лет: незлобливое слово о герцоге Эрнсте Иоганне Бироне // Родина. — 2000. — № 9. — С. 37—42.
- Курукин И. В. «Время, чтоб самодержавию не быть»?: (генералитет, дворянство и гвардия в 1730 году) // Отечественная история. — 2001. — № 4. — С. 3—18.
- Курукин И. В. «Время, чтоб самодержавию не быть»?: (генералитет, дворянство и гвардия в 1730 году) // Отечественная история. — 2001. — № 5. — С. 12—21.
- Курукин И. В. Уроки «персидской глупости» // Родина. — 2001. — № 5. — С. 69—75.
- Курукин И. В. Поэзия и проза Тайно канцелярии // Вопросы истории. — 2001. — № 2. — С. 123—133.
- Курукин И. В. Превратности фортуны, или картины из жизни Екатерины I: дело о беглых капиталах вице-канцлера // Родина. — 2002. — № 9. — С. 16—21.
- Курукин И. В. Из истории складывания режима «бироновщины» // Отечественная история. — 2003. — № 2. — С. 3—19.
- Курукин И. В. Пиар по-московски: российская дипломатия и зарубежная пресса в XVIII веке // Родина. — 2003. — № 9. — С. 42—44.
- Курукин И. В. «Государыню заколот шпагою…». Власть глазами участников дворцовых переворотов // Родина. — 2003. — № 9. — С. 54—57.
- Курукин И. В. «…Провинции в полное владение и состояние привести трудно» (рапорт М. А. Матюшкина Петру I от 19 января 1725 года) // Отечественные записки. — 2005. — № 4. — С. 341—345.
- Курукин И. В. Несостоявшийся герой // Родина. — 2006. — № 1. — С. 74—79.
- Курукин И. В. Опасная картинка Епафродита Ивановича // Родина. — 2009. — № 2. — С. 11—15.
- Курукин И. В. Артемий Петрович Волынский // Вопросы истории. — 2011. — № 7. — С. 53—78.
- Курукин И. В. Про «своих сволочей» и завещание Петра I // Новый исторический вестник. — 2011. — № 2 (28). — С. 120—125.
- Курукин И. В. Маленький человек империи // Родина. — 2011. — № 5. — С. 84—87.
- Редин Д. А., Курукин И. В., Плотников А. В. 19 января — 25 февраля 1730 г.: события, люди, документы // Вопросы истории. — 2012. — № 3. — С. 172—175.
- Курукин И. В., Чернецов А. В. Рецензия на книгу: Российская империя от истоков до начала XIX Века: очерки социально-политической и экономической истории / [Аксенов А. И., Бекмаханова Н. Е., Водарский Я. Е. и др.; редкол.: Аксёнов А. И. и др.]; Российская академия наук, Институт российской истории. — М.: Русская панорама, 2011. — 880 с. // Вопросы истории. — 2012. — № 9. — С. 169—171.
- Курукин И. В. Имперская государственная машина XVIII века // Преподавание истории в школе. — 2012. — № 5. — С. 16—23.
- Анисимов Е. В., Козляков В. Н., Курукин И. В., Морозан В. В., Редин Д. А. Круглый стол: Россия и Романовы // Уральский исторический вестник. — 2013. — № 3 (40). — С. 6—19.
- Курукин И. В. «Для вперения в юношество любви к отечеству»: Екатерина II и изучение истории в русской школе конца XVIII — начала XIX в. // Исторический вестник. — 2013. — Т. 3. — № 150. — С. 96—121.
- Курукин И. В., Коседжик Х. Поиск «достойной сатисфакции»: Персидский поход Петра I и посольство Нишли Мехмеда-аги в Россию в 1722—1723 гг. // Исторический вестник. — 2013. — Т. 4. — № 151. — С. 74—99.
- Курукин И. В. Печальная история «персидского гостя»: посол Измаил-бек и заключение петербургского договора с Ираном в 1723 г. // Исторический вестник. — 2015. — Т. 11. — № 158. — С. 200—223.
- Курукин И. В. Реформы и реформаторы «эпохи дворцовых переворотов» // Реформы в России с древнейших времён до конца XX века. Т. 2. — М.: РОССПЭН, 2016. — С. 95—164.
- Курукин И. В. История и современность в исторических трагедиях Екатерины II // Вестник РГГУ. Серия: История. Филология. Культурология. Востоковедение. — 2016. — № 7 (16). — С. 89—94.
- Курукин И. В. «Из сих персидских дел выйти…»: Генерал В. В. Долгоруков и экспедиционный корпус. В «Новоприсоединённых провинциях» Ирана в 1726—1727 годах // Вестник Новосибирского государственного университета. Серия: История, филология. — 2017. — Т. 16. — № 8. — С. 48—60.
- Курукин И. В. «Воня безбожия»: история одной любви, или провинциальный секретарь Максим Пархомов против Святейшего Синода // Вестник РГГУ. Серия: История. Филология. Культурология. Востоковедение. — 2017. — № 5 (26). — С. 47—60.
- Курукин И. В., Плотников А. Б. «Того без воли вашего императорского величества учинить невозможно». Первое прошение Дворян Императрице Анне Иоанновне. Февраль 1730 г. // Исторический архив. — 2018. — № 1. — С. 192—201.
- Курукин И. В. «Вскоре тех ведомостей сочинить невозможно»: Административная повседневность провинции в эпоху «бироновщины». // Вестник РГГУ. Серия: История. Филология. Культурология. Востоковедение. — 2018. — № 6 (39). — С. 35—46.

### Энциклопедии
Большая Российская энциклопедия
- Бутурлин, Александр Борисович : [арх. 2 сентября 2022] / Курукин И. В. // Большой Кавказ — Великий канал [Электронный ресурс]. — 2006. — С. 417—418. — (Большая российская энциклопедия : [в 35 т.] / гл. ред. Ю. С. Осипов ; 2004—2017, т. 4). — ISBN 5-85270-333-8.
- Верховный тайный совет : [арх. 24 октября 2022] / Курукин И. В. // Великий князь — Восходящий узел орбиты [Электронный ресурс]. — 2006. — С. 197. — (Большая российская энциклопедия : [в 35 т.] / гл. ред. Ю. С. Осипов ; 2004—2017, т. 5). — ISBN 5-85270-334-6.
- Волынский, Артемий Петрович : [арх. 30 мая 2017] / Курукин И. В. // Великий князь — Восходящий узел орбиты [Электронный ресурс]. — 2006. — С. 679—680. — (Большая российская энциклопедия : [в 35 т.] / гл. ред. Ю. С. Осипов ; 2004—2017, т. 5). — ISBN 5-85270-334-6.
- Голицын, Дмитрий Михайлович : [арх. 18 июня 2017] / Курукин И. В. // Гермафродит — Григорьев [Электронный ресурс]. — 2007. — С. 319. — (Большая российская энциклопедия : [в 35 т.] / гл. ред. Ю. С. Осипов ; 2004—2017, т. 7). — ISBN 978-5-85270-337-8.
- Голицын, Михаил Михайлович Старший : [арх. 20 ноября 2022] / Курукин И. В. // Гермафродит — Григорьев [Электронный ресурс]. — 2007. — С. 320. — (Большая российская энциклопедия : [в 35 т.] / гл. ред. Ю. С. Осипов ; 2004—2017, т. 7). — ISBN 978-5-85270-337-8.
- Головкин, Михаил Гаврилович : [арх. 20 июня 2022] / Курукин И. В. // Гермафродит — Григорьев [Электронный ресурс]. — 2007. — С. 338. — (Большая российская энциклопедия : [в 35 т.] / гл. ред. Ю. С. Осипов ; 2004—2017, т. 7). — ISBN 978-5-85270-337-8.
- Долгоруков, Алексей Григорьевич : [арх. 4 октября 2022] / Курукин И. В. // Динамика атмосферы — Железнодорожный узел [Электронный ресурс]. — 2007. — С. 206—207. — (Большая российская энциклопедия : [в 35 т.] / гл. ред. Ю. С. Осипов ; 2004—2017, т. 9). — ISBN 978-5-85270-339-2.
- Долгоруков, Василий Владимирович : [арх. 28 октября 2022] / Курукин И. В. // Динамика атмосферы — Железнодорожный узел [Электронный ресурс]. — 2007. — С. 207. — (Большая российская энциклопедия : [в 35 т.] / гл. ред. Ю. С. Осипов ; 2004—2017, т. 9). — ISBN 978-5-85270-339-2.
- Долгоруков, Василий Лукич : [арх. 30 июля 2017] / Курукин И. В. // Динамика атмосферы — Железнодорожный узел [Электронный ресурс]. — 2007. — С. 207—208. — (Большая российская энциклопедия : [в 35 т.] / гл. ред. Ю. С. Осипов ; 2004—2017, т. 9). — ISBN 978-5-85270-339-2.
- Долгоруков, Григорий Фёдорович : [арх. 15 июня 2024] / Курукин И. В. // Динамика атмосферы — Железнодорожный узел [Электронный ресурс]. — 2007. — С. 209. — (Большая российская энциклопедия : [в 35 т.] / гл. ред. Ю. С. Осипов ; 2004—2017, т. 9). — ISBN 978-5-85270-339-2.
- Долгоруков, Яков Фёдорович : [арх. 6 октября 2022] / Курукин И. В. // Динамика атмосферы — Железнодорожный узел [Электронный ресурс]. — 2007. — С. 212. — (Большая российская энциклопедия : [в 35 т.] / гл. ред. Ю. С. Осипов ; 2004—2017, т. 9). — ISBN 978-5-85270-339-2.
- „Затейка“ верховников / Курукин И. В. // Железное дерево — Излучение [Электронный ресурс]. — 2008. — С. 288. — (Большая российская энциклопедия : [в 35 т.] / гл. ред. Ю. С. Осипов ; 2004—2017, т. 10). — ISBN 978-5-85270-341-5.
- Кабинет министров 1731–41 : [арх. 15 июня 2022] / Курукин И. В. // Исландия — Канцеляризмы [Электронный ресурс]. — 2008. — С. 330. — (Большая российская энциклопедия : [в 35 т.] / гл. ред. Ю. С. Осипов ; 2004—2017, т. 12). — ISBN 978-5-85270-343-9.
- „Кондиции“ : [арх. 4 октября 2022] / Курукин И. В. // Конго — Крещение [Электронный ресурс]. — 2010. — С. 25. — (Большая российская энциклопедия : [в 35 т.] / гл. ред. Ю. С. Осипов ; 2004—2017, т. 15). — ISBN 978-5-85270-346-0.
- Конференция при Высочайшем дворе : [арх. 15 июня 2024] / Курукин И. В. // Конго — Крещение [Электронный ресурс]. — 2010. — С. 161. — (Большая российская энциклопедия : [в 35 т.] / гл. ред. Ю. С. Осипов ; 2004—2017, т. 15). — ISBN 978-5-85270-346-0.
- Манифест о вольности дворянства 1762 : [арх. 15 июня 2024] / Каменский А. Б., Курукин И. В. // Маниковский — Меотида [Электронный ресурс]. — 2010. — С. 14. — (Большая российская энциклопедия : [в 35 т.] / гл. ред. Ю. С. Осипов ; 2004—2017, т. 19). — ISBN 978-5-85270-353-8.

Православная энциклопедия
- Курукин И. В. Екатерина I Алексеевна // Православная энциклопедия. — М., 2008. — Т. XVIII : Египет древний — Эфес. — С. 118—120. — 39 000 экз. — ISBN 978-5-89572-032-5.
- Курукин И. В. Елизавета Петровна // Православная энциклопедия. — М., 2008. — Т. XVIII : Египет древний — Эфес. — С. 376—379. — 39 000 экз. — ISBN 978-5-89572-032-5.
- Курукин И. В. Игнатий // Православная энциклопедия. — М., 2009. — Т. XXI : Иверская икона Божией матери — Икиматарий. — С. 131—132. — 39 000 экз. — ISBN 978-5-89572-038-7.
- Курукин И. В. Игнатьев, Иаков Игнатьевич // Православная энциклопедия. — М., 2009. — Т. XXI : Иверская икона Божией матери — Икиматарий. — С. 155—156. — 39 000 экз. — ISBN 978-5-89572-038-7.
- Курукин И. В. Иоанн VI Антонович // Православная энциклопедия. — М., 2010. — Т. XXIII : Иннокентий — Иоанн Влах. — С. 649—650. — 39 000 экз. — ISBN 978-5-89572-042-4.

### Научная редакция
- Феофан Прокопович Избранные труды / сост., авт. вступ. ст. и коммент. И. В. Курукин; Ин-т общественной мысли. — М.: РОССПЭН, 2010. — 623 с. (Библиотека отечественной общественной мысли с древнейших времен до начала XX века) ISBN 978-5-8243-1176-1

## Научно-популярные работы
- Курукин И. В. Превратности фортуны, или картины из Жизни Екатерины I: дело о беглых капиталах вице-канцлера // Знание — сила. — 2002. — № 4. — С. 112—120.
- Курукин И. В. Принцесса с «благородной гордостию» // Знание — сила. — 2002. — № 9. — С. 94—101.
- Курукин И. В. Управление прошлым. Учебники истории переписывают уже тысячу лет // Forbes. — 2006. — № 12. — С. 210—215.
- Курукин И. В. Царица достигла самодержавной неограниченной власти // Отечественные записки. — 2006. — № 3. — С. 345—350.
- Курукин И. В. Блеск и нищета отечественного народоправства // Отечественные записки. — 2006. — № 6. — С. 61—80.
- Курукин И. В. Жертвы большого скачка // Forbes. — 2007. — № 2. — С. 161—167.
- Курукин И. В. На проходе // Forbes. — 2007. — № 4. — С. 188—191.
- Ляпустин Б. С., Шарова А. В., Курукин И. В. Широта русской натуры // Forbes. — 2007. — № 5. — С. 286—291.
- Курукин И. В. Игра в прятки // Forbes. — 2007. — № 7. — С. 140—143.
- Курукин И. В. Первый бросок на Юг // Forbes. — 2007. — № 9. — С. 209—214.
- Курукин И. В. Двести лет вместе // Forbes. — 2007. — № 11. — С. 270—278.
- Курукин И. В. Гетман Мазепа — портреты в разной технике // Отечественные записки. — 2007. — № 1. — С. 118—137.
- Курукин И. В. Слишком честный дьяк // Forbes. — 2008. — № 1. — С. 140—143.
- Курукин И. В. Кризис шкурной экономики // Forbes. — 2008. — № 3. — С. 186—191.
- Курукин И. В. Окно в революцию // Forbes. — 2008. — № 4. — С. 188—191.
- Курукин И. В. Обычное дело // Отечественные записки. — 2008. — № 3 (42). — С. 351—354.
- Курукин И. В. Сказ об антирусских мифах и одолении оных богатырём-депутатом Владимиром Мединским // Отечественные записки. — 2008. — № 4 (43). — С. 339—344.
- Курукин И. В. «Народная воля» (донесение прусского посланника Акселя фон Мардефельда о российском «конституционном кризисе» 1730 года) // Отечественные записки. — 2008. — № 6 (45). — С. 268—272.
- Курукин И. В. О старых "новых русских" // Знание — сила. — 2008. — № 2. — С. 84—90.
- Курукин И. В. Крушение шведского метеора // Вокруг света. — 2009. — № 7. — С. 92—102
- Курукин И. В. Борис I: судьба реформатора // Forbes. — 2010. — № 11. — С. 222—227.
- Курукин И. В. Полиция старой России: будочники, жандармы, «фараоны» // Отечественные записки. — 2013. — № 2 (53). — С. 122—135. (ссылка)
- Курукин И. В. "Восточного пути врата отворить": Каспийский поход Петра I // Знание — сила. — 2013. — № 9. — С. 56—63.
- Курукин И. В. "Восточного пути врата отворить": Каспийский поход Петра I // Знание — сила. — 2013. — № 10. — С. 71—77.
- Курукин И. В. Взятие "города Баки" // Знание — сила. — 2013. — № 11. — С. 59—65.